# Réflectance

Réflectance de la surface pour trois métaux en fonction de la longueur d'onde.

En photométrie, la réflectance, également nommée facteur de réflexion, est la proportion de lumière réfléchie par la surface d'un matériau. Elle est définie comme le rapport entre le flux lumineux réfléchi ({\displaystyle \phi _{r}}) et le flux lumineux incident ({\displaystyle \phi _{0}}) : 
Elle s'exprime généralement sous la forme d'un pourcentage.
La réflectance d'une surface varie généralement en fonction de la longueur d'onde de la lumière incidente. La courbe représentant la réflectance en fonction de la longueur d'onde est appelée spectre de réflexion.
La réflectance s'utilise en optique et en infographie, où elle désigne la proportion de lumière réfléchie par la surface d'un modèle infographique. En astronomie, le spectre de réflexion dans l'infrarouge est utilisé pour caractériser la nature minéralogique de la surface des corps célestes, notamment des petits corps du Système solaire.

## Vocabulaire
En climatologie et en planétologie on préfère le terme albédo qui désigne la proportion de rayons solaires réfléchie par les diverses surfaces, terrestres ou extraterrestres. 
Dans le domaine des télécommunications et des radars, c'est le terme réflectivité qui est utilisé, mais sa définition est légèrement différente.

## Usages particuliers
Sur un écran d'ordinateur, des éclairages virtuels (reconstitués à partir de photographies d'objets réels éclairés avec différentes sources et sous des angles très différents ; time-multiplexed illumination) permettent des choix de réflectance susceptibles de faire apparaitre sur l'image des détails à peine visibles ou invisibles sous un éclairage normal. 

La gestion de la réflectance peut aussi considérablement améliorer la photométrie ou être utilisée pour la visualisation améliorée de certaines images (ex fossiles préhistoriques ou miniers, tablettes cunéiformes ou œuvres d'art, pièces de monnaie, détenues par divers musées... ou pour étudier des objets archéologiques, y compris sous l'eau. Il est aussi possible de jouer sur la longueur d'onde et la polarisation de la lumière,.